# Ślazowate
Ślazowate, malwowate (Malvaceae Juss.) – rodzina roślin należąca do rzędu ślazowców (Malvales). Obejmuje 244 rodzaje z 4225 gatunkami. Są to rośliny zielne, krzewy i drzewa szeroko rozprzestrzenione na Ziemi, we wszystkich niemal strefach klimatycznych. Większość gatunków występuje w strefie tropikalnej. Podrodziny Malvoideae i Bombacoideae najbardziej zróżnicowane są na kontynentach amerykańskich, Byttnerioideae, Grewioideae i Sterculioideae rozprzestrzenione są w strefie równikowej, a rośliny z podrodziny Tilioideae rosną na półkuli północnej.
W Polsce występują dziko lub jako rośliny uprawiane lub dziczejące gatunki z rodzajów: anoda (Anoda), ketmia (Hibiscus), malwa (Alcea), prawoślaz (Althaea), ślaz (Malva), ślazówka (Lavatera), ślęzawa (Malope), zaślaz (Abutilon). Rośliny z tej rodziny produkują cyklopropenowe kwasy tłuszczowe i chinony z terpenoidów. U licznych przedstawicieli występują komórki śluzowe (wytwarzające śluzy).
Ważne znaczenie ekonomiczne ma kakaowiec właściwy dostarczający nasion zwanych kakao, służących do wyrobu wielu produktów spożywczych, ale stosowanych też w farmacji i kosmetyce (zob. proszek kakaowy, masło kakaowe, czekolada). Nasiona koli, bogate w kofeinę, służą do aromatyzowania napojów. Jadalnych owoców dostarczają rośliny z rodzajów durian, baobab, ketmia, Quararibea, jako warzywa spożywane są młode pędy niektórych gatunków ketmii, juty i baobabów. Ważnymi roślinami włóknodajnymi są przedstawiciele rodzaju bawełna. Puchowiec pięciopręcikowy dostarcza włókna kapok. Włókna juta pozyskiwane są z roślin z rodzaju juta, ale też wielu innych gatunków tej rodziny (ketmia konopiowata, Clappertonia ficifolia, Decaschistia capitata, Malachra capitata i in.). Wiele roślin stosowanych jest w ziołolecznictwie i kosmetologii (np. ślaz, sferomalwa, ślazowiec). Rodzaje drzewiaste takie jak lipa, topolipka, ogorzałka, Heritiera dostarczają cenionego surowca drzewnego. Bardzo liczne rośliny z tej rodziny uprawiane są jako ozdobne ze względu na efektowne kwiaty, ale też jako cienio- i miododajne drzewa.

## Morfologia
PokrójRośliny zielne, krzewy i drzewa, rzadko pnącza. Cechują się okryciem pędów kępiasto skupionymi lub gwiazdkowatymi włoskami, czasem zmieszanymi z włoskami pojedynczymi, gruczołkami i łuskami, rzadko też z kolcami.
LiścieUlistnienie skrętoległe. Liście pojedyncze lub dłoniasto złożone, o blaszce całobrzegiej, ząbkowanej, piłkowanej, karbowanej i w różnym stopniu wcinanej. Przylistki obecne, choć czasem zredukowane lub szybko opadające. Ogonek liściowy na obu końcach zwykle nieco zgrubiały.
KwiatyZwykle obupłciowe i promieniste (nieco asymetryczne u Helicteroideae). Zebrane w kwiatostany będące w różnym stopniu zmodyfikowaną wierzchotką, na ogół z podsadkami. Kwiatostany wyrastają w różnych pozycjach – szczytowo, w kątach liści, zdarza się także kaulifloria. Na szypule kwiatowej częsty jest kieliszek tworzony z trzech lub większej liczby zrośniętych listków. Kielich składa się z 5 działek zwykle wolnych, rzadziej zrośniętych w różnym stopniu, czasem też barwnych – pełniących funkcję powabni. na wewnętrznej stronie działek u części przedstawicieli (czasem na płatkach) wykształcają się miodniki. Korona tworzona jest przez pięć płatków, zwykle wolnych, ew. zrastających się u nasady, czasem także z nitkami pręcików. Pręciki i słupki umieszczone są na wypukłym dnie kwiatowym (wyżej niż nasada okwiatu), tworzącym androgynofor. Liczne pręciki (od 5 do ponad tysiąca) skupione są grupach, o nitkach nagich lub w różnym stopniu zrastających się, w tym też w formie cylindra otaczających zalążnię. Ta jest górna i powstaje zwykle z 5 owocolistków, czasem większej lub mniejszej ich liczby. Owocolistki mogą pozostać wolne lub zrastają się. Zwieńczone są pojedynczymi lub zrastającymi się szyjkami słupka, czasem na szczycie rozgałęzioną. Znamiona są połączone lub podzielone.
OwocePękające lub niepękające torebki, czasem rozłupnie, skrzydlaki, jagody lub orzechy. Torebki bywają wyścielone włoskami lub są mięsiste, z miąższem. Nasiona często owłosione, oskrzydlone lub okryte osnówką.

## Systematyka

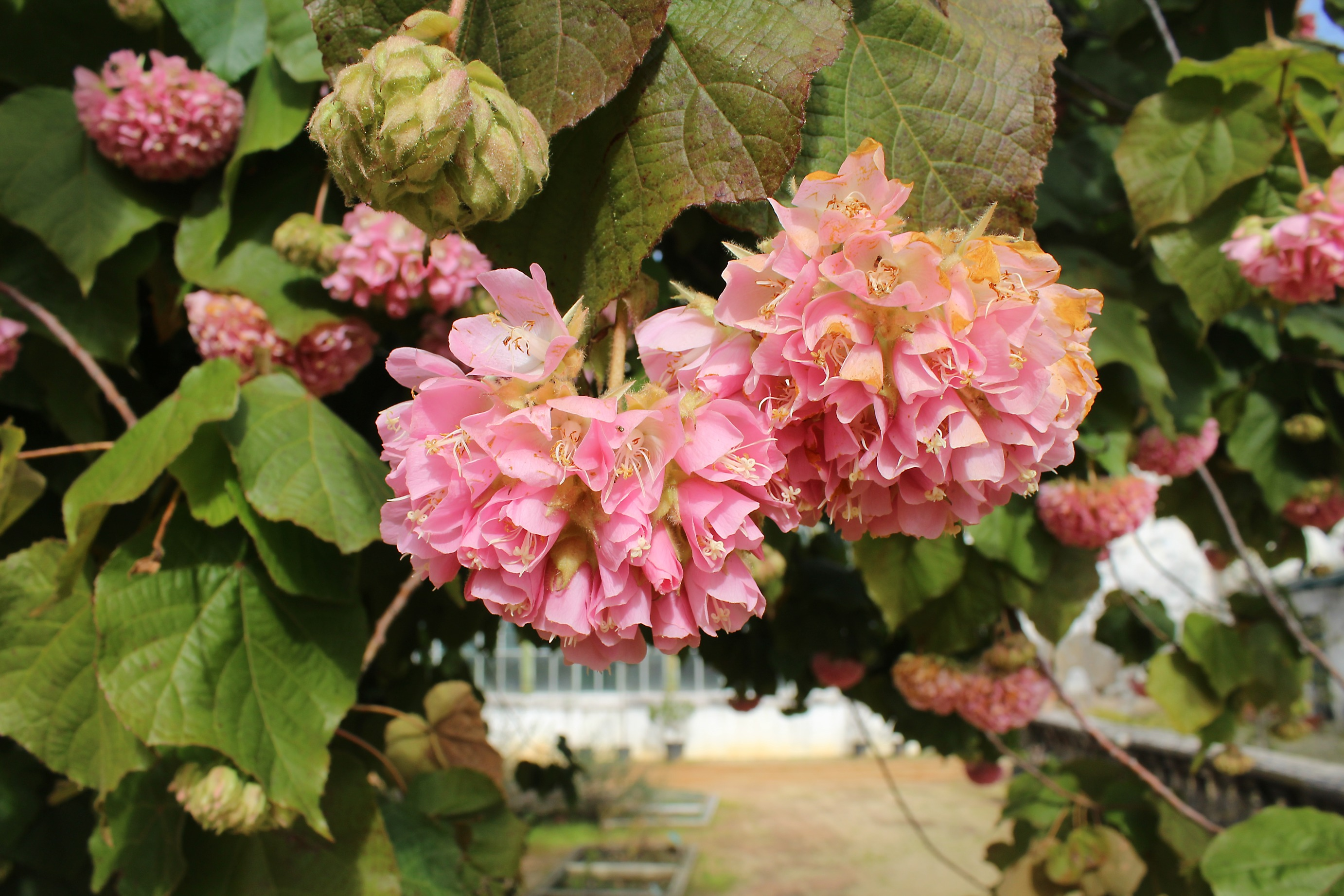
Dombeya wallichii

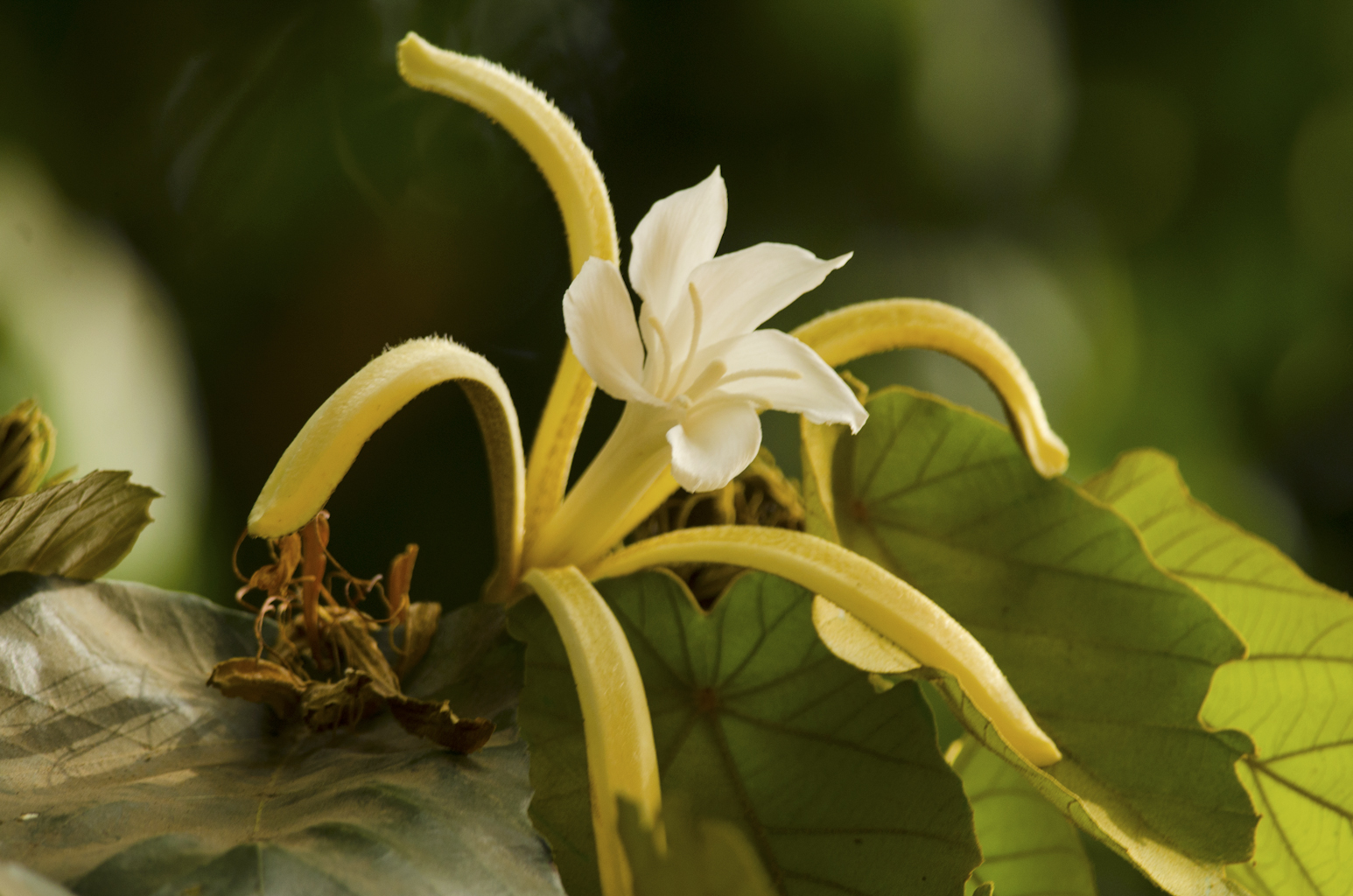
Pterospermum acerifolium

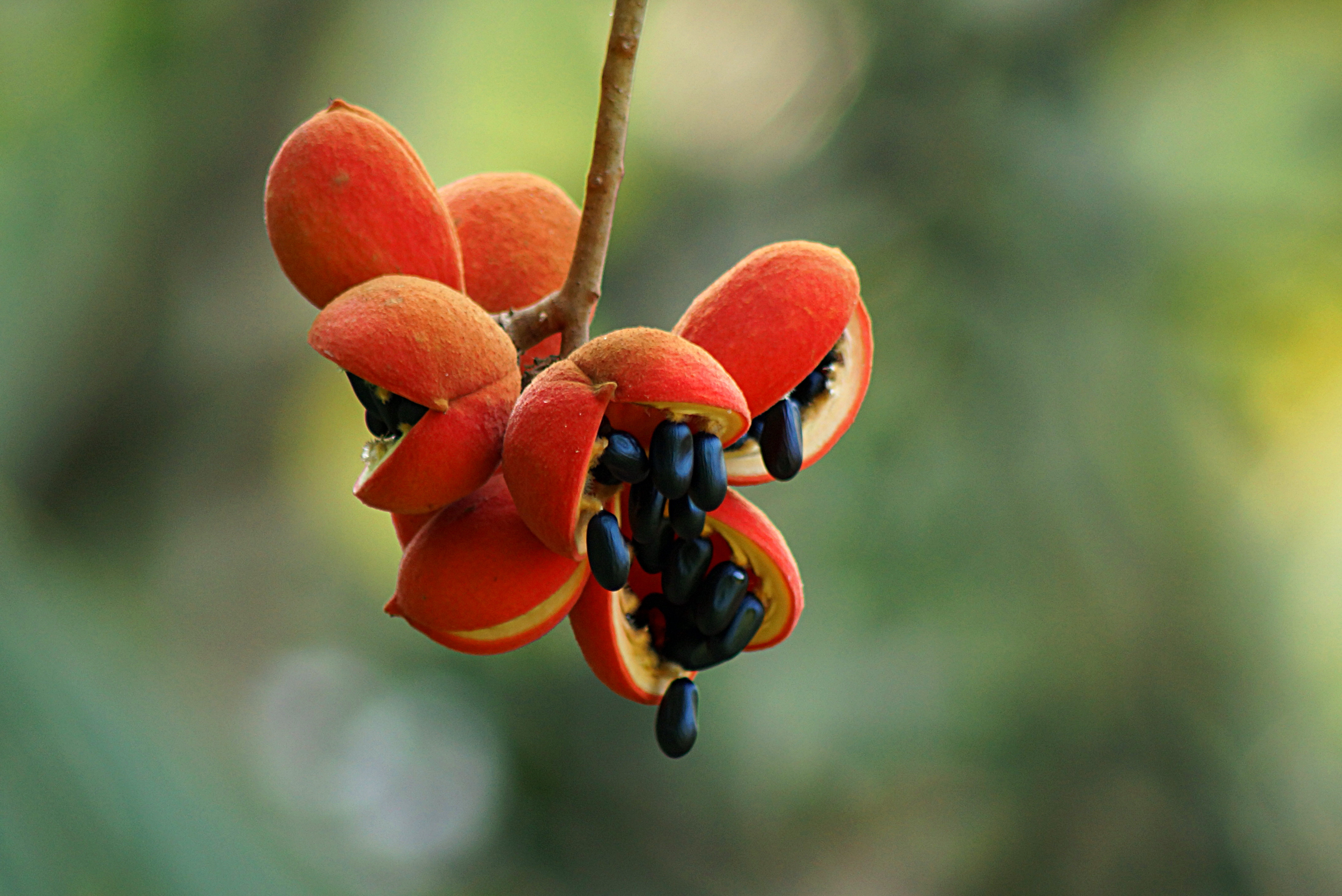
Owoce Sterculia guttata

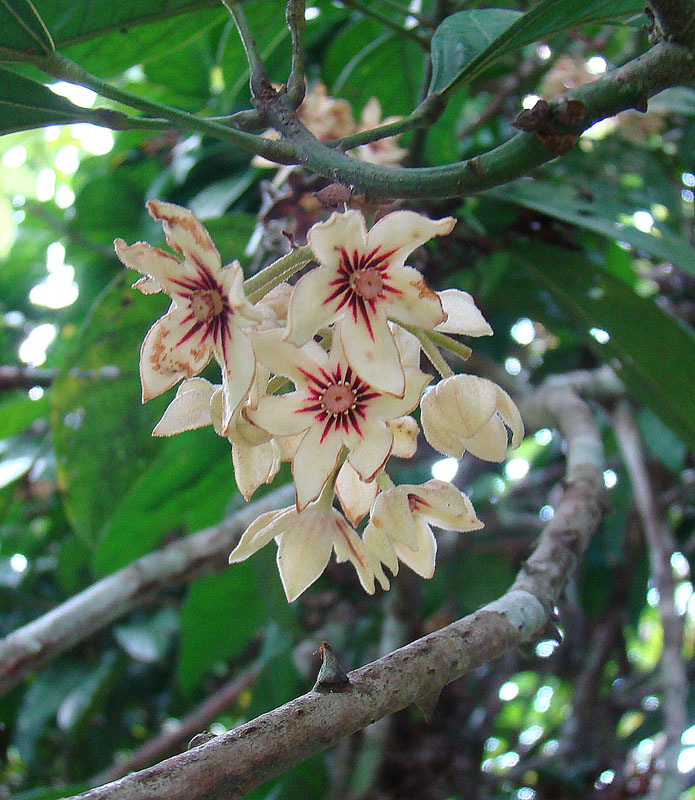
Kola zaostrzona

Pozycja systematyczna rodziny według APweb (aktualizowany system APG IV z 2016)
|  | Cistaceae – czystkowate                                                               |
|  |                                                                                       |
|  | \| \| Sarcolaenaceae \| \| \| \| \| \| Dipterocarpaceae – dwuskrzydłowate \| \| \| \| |
|  |                                                                                       |
|  | Sarcolaenaceae                                                                        |
|  |                                                                                       |
|  | Dipterocarpaceae – dwuskrzydłowate                                                    |
|  |                                                                                       |

|  | Sarcolaenaceae                     |
|  |                                    |
|  | Dipterocarpaceae – dwuskrzydłowate |
|  |                                    |

|  | Cistaceae – czystkowate                                                               |
|  |                                                                                       |
|  | \| \| Sarcolaenaceae \| \| \| \| \| \| Dipterocarpaceae – dwuskrzydłowate \| \| \| \| |
|  |                                                                                       |
|  | Sarcolaenaceae                                                                        |
|  |                                                                                       |
|  | Dipterocarpaceae – dwuskrzydłowate                                                    |
|  |                                                                                       |

|  | Sarcolaenaceae                     |
|  |                                    |
|  | Dipterocarpaceae – dwuskrzydłowate |
|  |                                    |

|  | Cytinaceae – morzyczystkowate |
|  |                               |
|  | Muntingiaceae – rozcięgowate  |
|  |                               |

|  | Cistaceae – czystkowate                                                               |
|  |                                                                                       |
|  | \| \| Sarcolaenaceae \| \| \| \| \| \| Dipterocarpaceae – dwuskrzydłowate \| \| \| \| |
|  |                                                                                       |
|  | Sarcolaenaceae                                                                        |
|  |                                                                                       |
|  | Dipterocarpaceae – dwuskrzydłowate                                                    |
|  |                                                                                       |

|  | Sarcolaenaceae                     |
|  |                                    |
|  | Dipterocarpaceae – dwuskrzydłowate |
|  |                                    |

|  | Cistaceae – czystkowate                                                               |
|  |                                                                                       |
|  | \| \| Sarcolaenaceae \| \| \| \| \| \| Dipterocarpaceae – dwuskrzydłowate \| \| \| \| |
|  |                                                                                       |
|  | Sarcolaenaceae                                                                        |
|  |                                                                                       |
|  | Dipterocarpaceae – dwuskrzydłowate                                                    |
|  |                                                                                       |

|  | Sarcolaenaceae                     |
|  |                                    |
|  | Dipterocarpaceae – dwuskrzydłowate |
|  |                                    |

|  | Cytinaceae – morzyczystkowate |
|  |                               |
|  | Muntingiaceae – rozcięgowate  |
|  |                               |

|  | Cistaceae – czystkowate                                                               |
|  |                                                                                       |
|  | \| \| Sarcolaenaceae \| \| \| \| \| \| Dipterocarpaceae – dwuskrzydłowate \| \| \| \| |
|  |                                                                                       |
|  | Sarcolaenaceae                                                                        |
|  |                                                                                       |
|  | Dipterocarpaceae – dwuskrzydłowate                                                    |
|  |                                                                                       |

|  | Sarcolaenaceae                     |
|  |                                    |
|  | Dipterocarpaceae – dwuskrzydłowate |
|  |                                    |

|  | Cistaceae – czystkowate                                                               |
|  |                                                                                       |
|  | \| \| Sarcolaenaceae \| \| \| \| \| \| Dipterocarpaceae – dwuskrzydłowate \| \| \| \| |
|  |                                                                                       |
|  | Sarcolaenaceae                                                                        |
|  |                                                                                       |
|  | Dipterocarpaceae – dwuskrzydłowate                                                    |
|  |                                                                                       |

|  | Sarcolaenaceae                     |
|  |                                    |
|  | Dipterocarpaceae – dwuskrzydłowate |
|  |                                    |

|  | Cytinaceae – morzyczystkowate |
|  |                               |
|  | Muntingiaceae – rozcięgowate  |
|  |                               |

|  | Cistaceae – czystkowate                                                               |
|  |                                                                                       |
|  | \| \| Sarcolaenaceae \| \| \| \| \| \| Dipterocarpaceae – dwuskrzydłowate \| \| \| \| |
|  |                                                                                       |
|  | Sarcolaenaceae                                                                        |
|  |                                                                                       |
|  | Dipterocarpaceae – dwuskrzydłowate                                                    |
|  |                                                                                       |

|  | Sarcolaenaceae                     |
|  |                                    |
|  | Dipterocarpaceae – dwuskrzydłowate |
|  |                                    |

|  | Cistaceae – czystkowate                                                               |
|  |                                                                                       |
|  | \| \| Sarcolaenaceae \| \| \| \| \| \| Dipterocarpaceae – dwuskrzydłowate \| \| \| \| |
|  |                                                                                       |
|  | Sarcolaenaceae                                                                        |
|  |                                                                                       |
|  | Dipterocarpaceae – dwuskrzydłowate                                                    |
|  |                                                                                       |

|  | Sarcolaenaceae                     |
|  |                                    |
|  | Dipterocarpaceae – dwuskrzydłowate |
|  |                                    |

|  | Cytinaceae – morzyczystkowate |
|  |                               |
|  | Muntingiaceae – rozcięgowate  |
|  |                               |

|  | Cistaceae – czystkowate                                                               |
|  |                                                                                       |
|  | \| \| Sarcolaenaceae \| \| \| \| \| \| Dipterocarpaceae – dwuskrzydłowate \| \| \| \| |
|  |                                                                                       |
|  | Sarcolaenaceae                                                                        |
|  |                                                                                       |
|  | Dipterocarpaceae – dwuskrzydłowate                                                    |
|  |                                                                                       |

|  | Sarcolaenaceae                     |
|  |                                    |
|  | Dipterocarpaceae – dwuskrzydłowate |
|  |                                    |

|  | Cistaceae – czystkowate                                                               |
|  |                                                                                       |
|  | \| \| Sarcolaenaceae \| \| \| \| \| \| Dipterocarpaceae – dwuskrzydłowate \| \| \| \| |
|  |                                                                                       |
|  | Sarcolaenaceae                                                                        |
|  |                                                                                       |
|  | Dipterocarpaceae – dwuskrzydłowate                                                    |
|  |                                                                                       |

|  | Sarcolaenaceae                     |
|  |                                    |
|  | Dipterocarpaceae – dwuskrzydłowate |
|  |                                    |

|  | Cytinaceae – morzyczystkowate |
|  |                               |
|  | Muntingiaceae – rozcięgowate  |
|  |                               |

|  | Cistaceae – czystkowate                                                               |
|  |                                                                                       |
|  | \| \| Sarcolaenaceae \| \| \| \| \| \| Dipterocarpaceae – dwuskrzydłowate \| \| \| \| |
|  |                                                                                       |
|  | Sarcolaenaceae                                                                        |
|  |                                                                                       |
|  | Dipterocarpaceae – dwuskrzydłowate                                                    |
|  |                                                                                       |

|  | Sarcolaenaceae                     |
|  |                                    |
|  | Dipterocarpaceae – dwuskrzydłowate |
|  |                                    |

|  | Cistaceae – czystkowate                                                               |
|  |                                                                                       |
|  | \| \| Sarcolaenaceae \| \| \| \| \| \| Dipterocarpaceae – dwuskrzydłowate \| \| \| \| |
|  |                                                                                       |
|  | Sarcolaenaceae                                                                        |
|  |                                                                                       |
|  | Dipterocarpaceae – dwuskrzydłowate                                                    |
|  |                                                                                       |

|  | Sarcolaenaceae                     |
|  |                                    |
|  | Dipterocarpaceae – dwuskrzydłowate |
|  |                                    |

|  | Cytinaceae – morzyczystkowate |
|  |                               |
|  | Muntingiaceae – rozcięgowate  |
|  |                               |

|  | Cistaceae – czystkowate                                                               |
|  |                                                                                       |
|  | \| \| Sarcolaenaceae \| \| \| \| \| \| Dipterocarpaceae – dwuskrzydłowate \| \| \| \| |
|  |                                                                                       |
|  | Sarcolaenaceae                                                                        |
|  |                                                                                       |
|  | Dipterocarpaceae – dwuskrzydłowate                                                    |
|  |                                                                                       |

|  | Sarcolaenaceae                     |
|  |                                    |
|  | Dipterocarpaceae – dwuskrzydłowate |
|  |                                    |

|  | Cistaceae – czystkowate                                                               |
|  |                                                                                       |
|  | \| \| Sarcolaenaceae \| \| \| \| \| \| Dipterocarpaceae – dwuskrzydłowate \| \| \| \| |
|  |                                                                                       |
|  | Sarcolaenaceae                                                                        |
|  |                                                                                       |
|  | Dipterocarpaceae – dwuskrzydłowate                                                    |
|  |                                                                                       |

|  | Sarcolaenaceae                     |
|  |                                    |
|  | Dipterocarpaceae – dwuskrzydłowate |
|  |                                    |

|  | Cytinaceae – morzyczystkowate |
|  |                               |
|  | Muntingiaceae – rozcięgowate  |
|  |                               |

|  | Cistaceae – czystkowate                                                               |
|  |                                                                                       |
|  | \| \| Sarcolaenaceae \| \| \| \| \| \| Dipterocarpaceae – dwuskrzydłowate \| \| \| \| |
|  |                                                                                       |
|  | Sarcolaenaceae                                                                        |
|  |                                                                                       |
|  | Dipterocarpaceae – dwuskrzydłowate                                                    |
|  |                                                                                       |

|  | Sarcolaenaceae                     |
|  |                                    |
|  | Dipterocarpaceae – dwuskrzydłowate |
|  |                                    |

|  | Cistaceae – czystkowate                                                               |
|  |                                                                                       |
|  | \| \| Sarcolaenaceae \| \| \| \| \| \| Dipterocarpaceae – dwuskrzydłowate \| \| \| \| |
|  |                                                                                       |
|  | Sarcolaenaceae                                                                        |
|  |                                                                                       |
|  | Dipterocarpaceae – dwuskrzydłowate                                                    |
|  |                                                                                       |

|  | Sarcolaenaceae                     |
|  |                                    |
|  | Dipterocarpaceae – dwuskrzydłowate |
|  |                                    |

|  | Cytinaceae – morzyczystkowate |
|  |                               |
|  | Muntingiaceae – rozcięgowate  |
|  |                               |

Podział rodziny według APweb (aktualizowany system APG IV z 2016)
Do rodziny należą 243 rodzaje zawierające ponad 4225 gatunków. W dawniejszych systemach klasyfikacyjnych wiele z tych grup wyróżnianych było w randze odrębnych rodzin, jednak w świetle współczesnej wiedzy tradycyjnie wyróżniane taksony miały charakter parafiletyczny lub polifiletyczny. Zresztą cechy diagnostyczne wyróżniające przedstawicieli rodzin tradycyjnie wyróżnianych (Malvaceae, Bombacaceae Kunth, Sterculiaceae Ventenat i Tiliaceae Jussieu) były nieostre i różnie ujmowane, tak że wiele rodzajów różnie przez różnych badaczy było klasyfikowanych. Badania molekularne potwierdziły monofiletyzm tylko ślazowatych Malvaceae sensu stricto tj. we współczesnym ujęciu podrodziny Malvoideae. W obrębie rodziny wyróżnia się obecnie 9 grup roślin w randze podrodzin.
|  | Grewioideae                                            |
|  |                                                        |
|  | Byttnerioideae dawniej w zatwarowatych (Sterculiaceae) |
|  |                                                        |

|  | Brownlowioideae dawniej w lipowatych (Tiliaceae) lub Brownlowiaceae                                                                     |
|  | |
|  | Dombeyoideae dawniej w zatwarowatych Sterculiaceae                                                                                      |
|  | |
|  | Helicteroideae dawniej w zatwarowatych Sterculiaceae                                                                                    |
|  | |
|  | Sterculioideae dawniej w zatwarowatych Sterculiaceae                                                                                    |
|  | |
|  | lipowe (Tilioideae) dawniej jako Tiliaceae                                                                                              |
|  | |
|  | \| \| ślazowe (Malvoideae) dawniej Malvaceae \| \| \| \| \| \| wełniakowe (Bombacoideae) dawniej wełniakowate (Bombacaceae) \| \| \| \| |

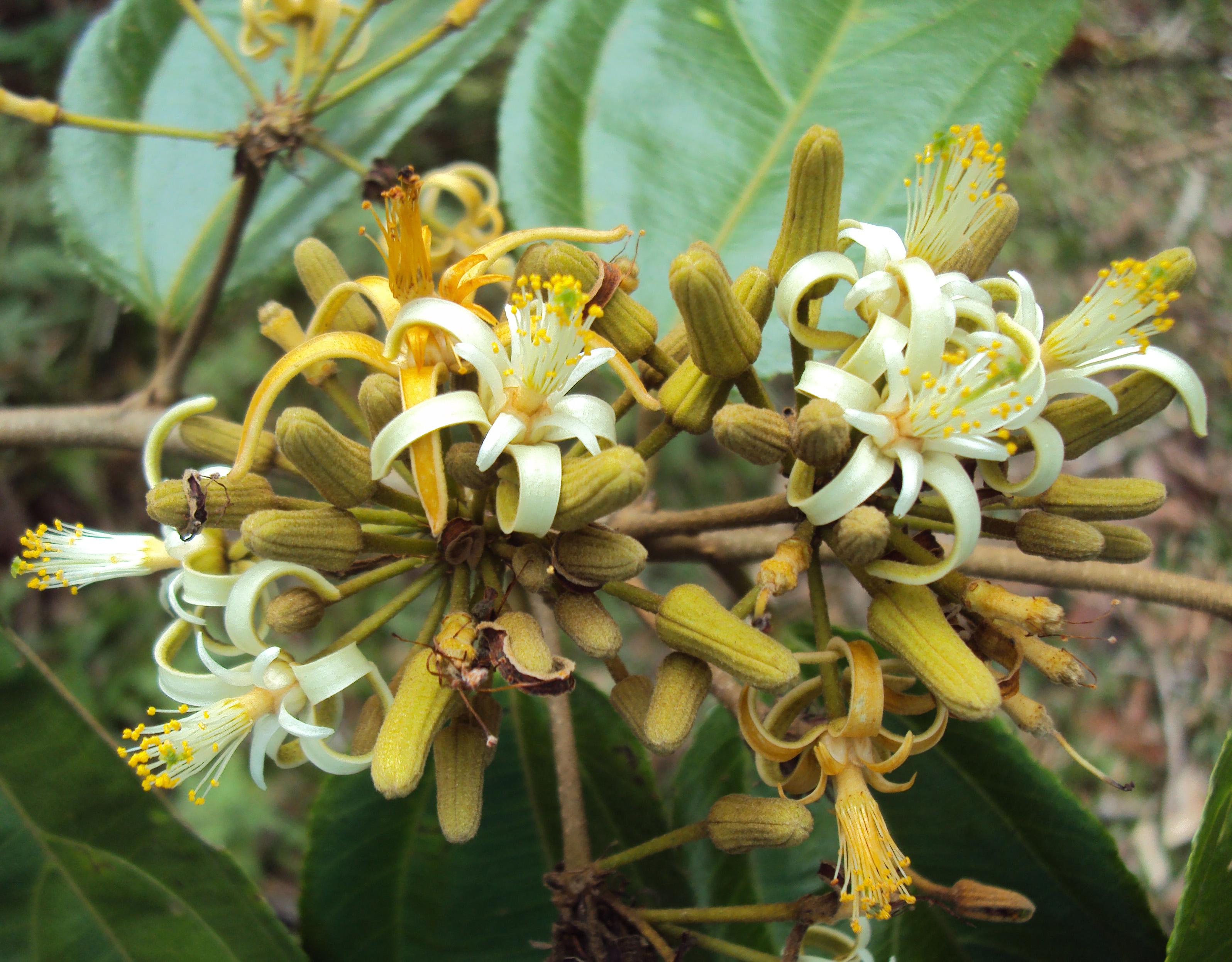
Grewia laevigata

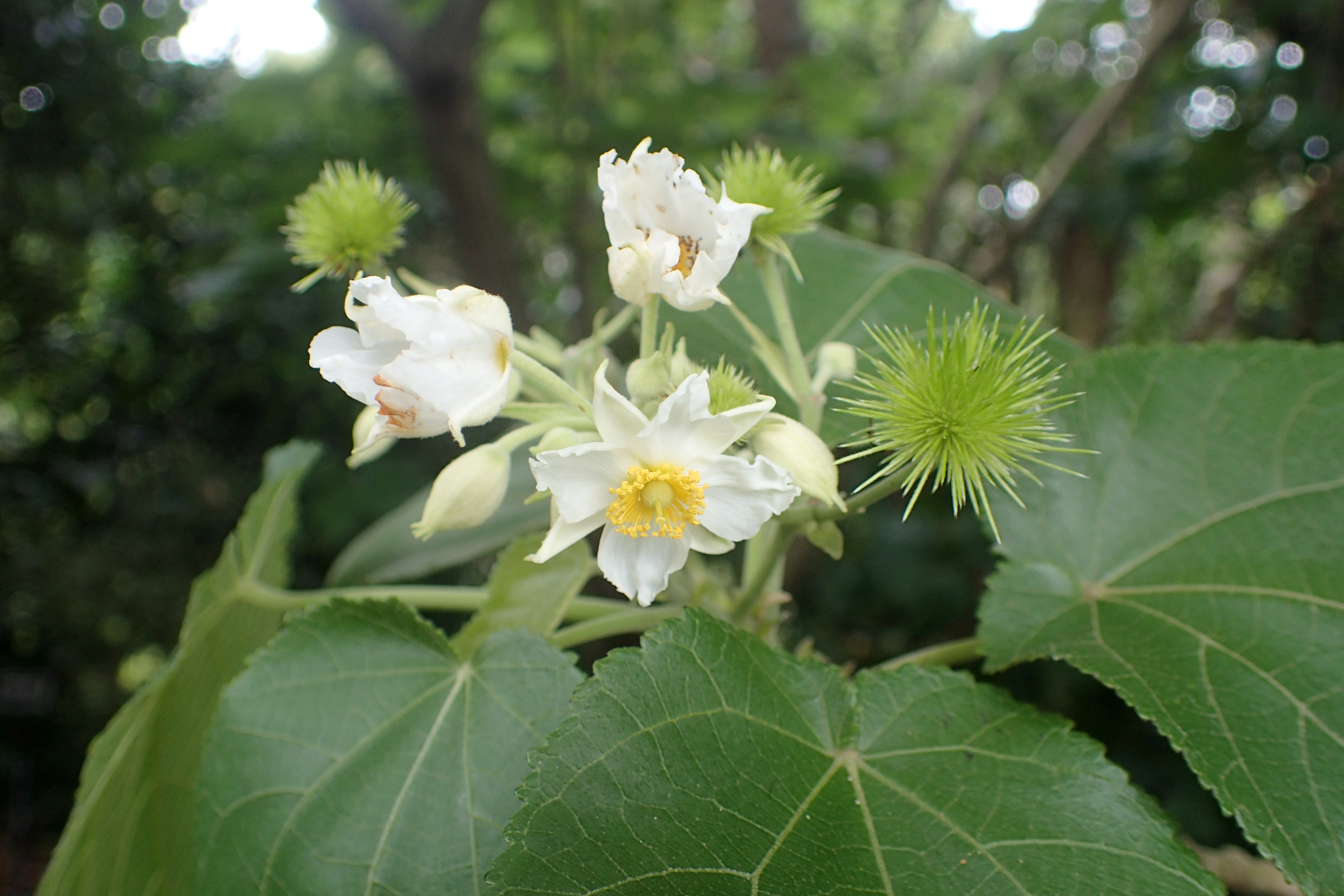
Entelea arborescens

|  | |
|  | ślazowe (Malvoideae) dawniej Malvaceae                                                                                                  |
|  | |
|  | wełniakowe (Bombacoideae) dawniej wełniakowate (Bombacaceae)                                                                            |
|  | |

|  | ślazowe (Malvoideae) dawniej Malvaceae                       |
|  |                                                              |
|  | wełniakowe (Bombacoideae) dawniej wełniakowate (Bombacaceae) |
|  |                                                              |

|  | Grewioideae                                            |
|  |                                                        |
|  | Byttnerioideae dawniej w zatwarowatych (Sterculiaceae) |
|  |                                                        |

|  | Brownlowioideae dawniej w lipowatych (Tiliaceae) lub Brownlowiaceae                                                                     |
|  | |
|  | Dombeyoideae dawniej w zatwarowatych Sterculiaceae                                                                                      |
|  | |
|  | Helicteroideae dawniej w zatwarowatych Sterculiaceae                                                                                    |
|  | |
|  | Sterculioideae dawniej w zatwarowatych Sterculiaceae                                                                                    |
|  | |
|  | lipowe (Tilioideae) dawniej jako Tiliaceae                                                                                              |
|  | |
|  | \| \| ślazowe (Malvoideae) dawniej Malvaceae \| \| \| \| \| \| wełniakowe (Bombacoideae) dawniej wełniakowate (Bombacaceae) \| \| \| \| |
|  | |
|  | ślazowe (Malvoideae) dawniej Malvaceae                                                                                                  |
|  | |
|  | wełniakowe (Bombacoideae) dawniej wełniakowate (Bombacaceae)                                                                            |
|  | |

|  | ślazowe (Malvoideae) dawniej Malvaceae                       |
|  |                                                              |
|  | wełniakowe (Bombacoideae) dawniej wełniakowate (Bombacaceae) |
|  |                                                              |

Wykaz rodzajów
Podrodzina Grewioideae Hochreutiner
Należy tu ok. 25 rodzajów z 770 gatunkami występującymi w strefie międzyzwrotnikowej.
- Ancistrocarpus Oliv.
- Apeiba Aubl.
- Clappertonia Meisn.
- Colona Cav.
- Corchorus L. – juta
- Desplatsia Bocq.
- Duboscia Bocq.
- Eleutherostylis Burret
- Entelea R. Br.
- Erinocarpus Nimmo ex J. Graham
- Glyphaea Hook. f.
- Goethalsia Pittier
- Grewia L. – grewia[8]
- Heliocarpus L.
- Hydrogaster Kuhlm.
- Luehea Willd.
- Lueheopsis Burret
- Microcos L.
- Mollia Mart.
- Pseudocorchorus Capuron
- Sparrmannia L. f. – lipka
- Tetralix Griseb.
- Trichospermum Blume
- Triumfetta L.
- Vasivaea Baill.
- Vinticena Steud.

Podrodzina Byttnerioideae Hochreutiner

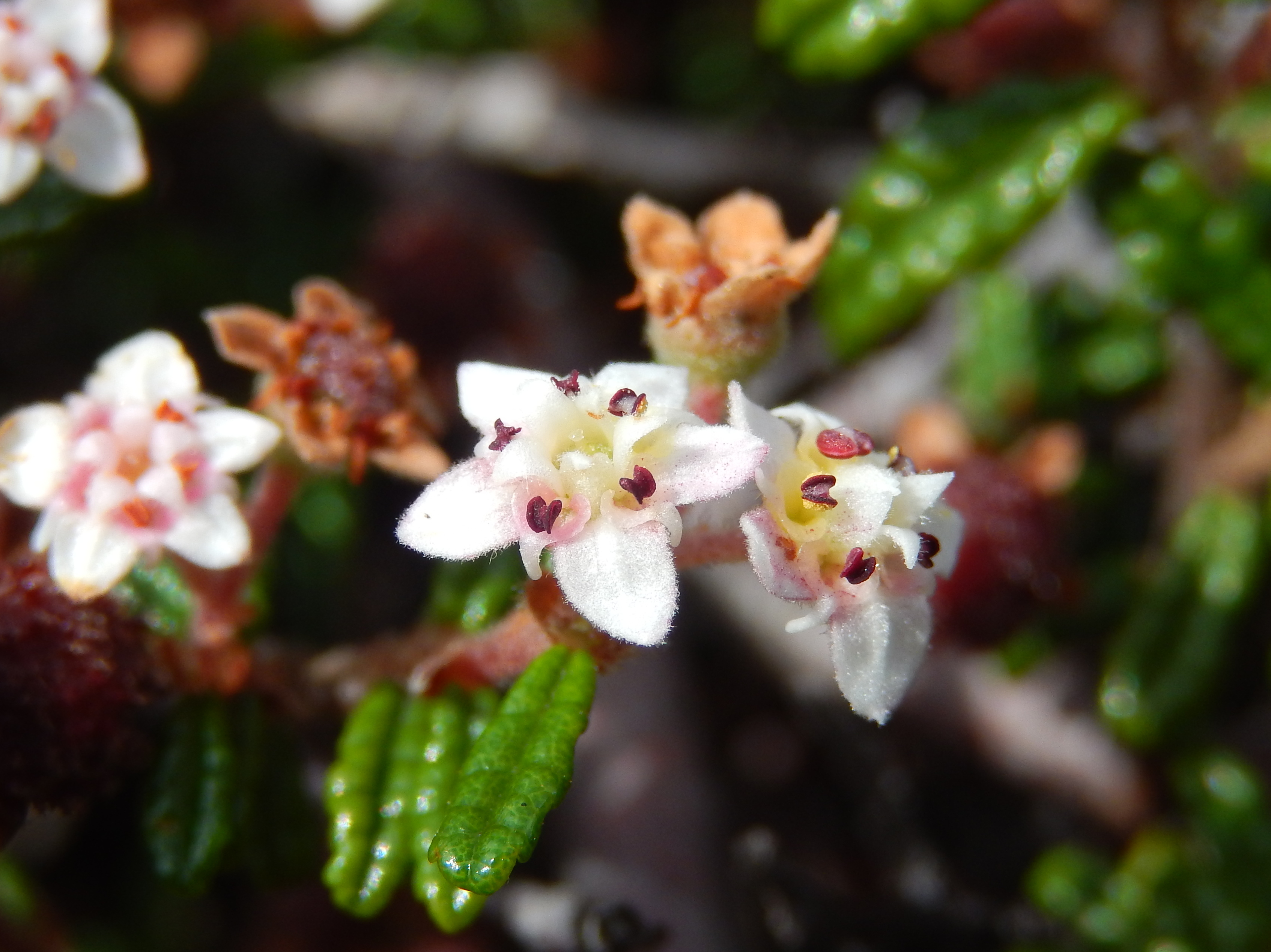
Commersonia hermanniifolia

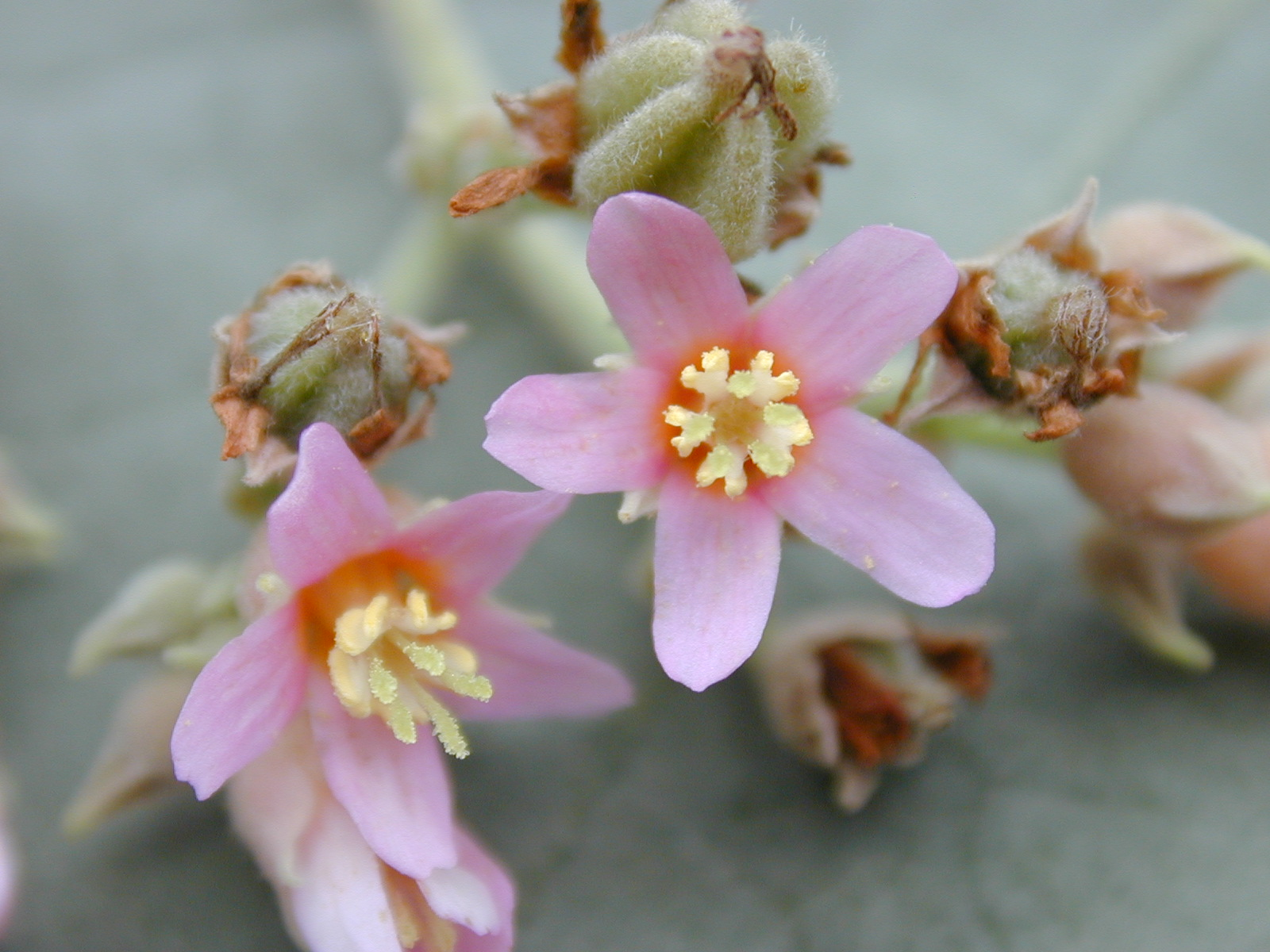
Melochia umbellata

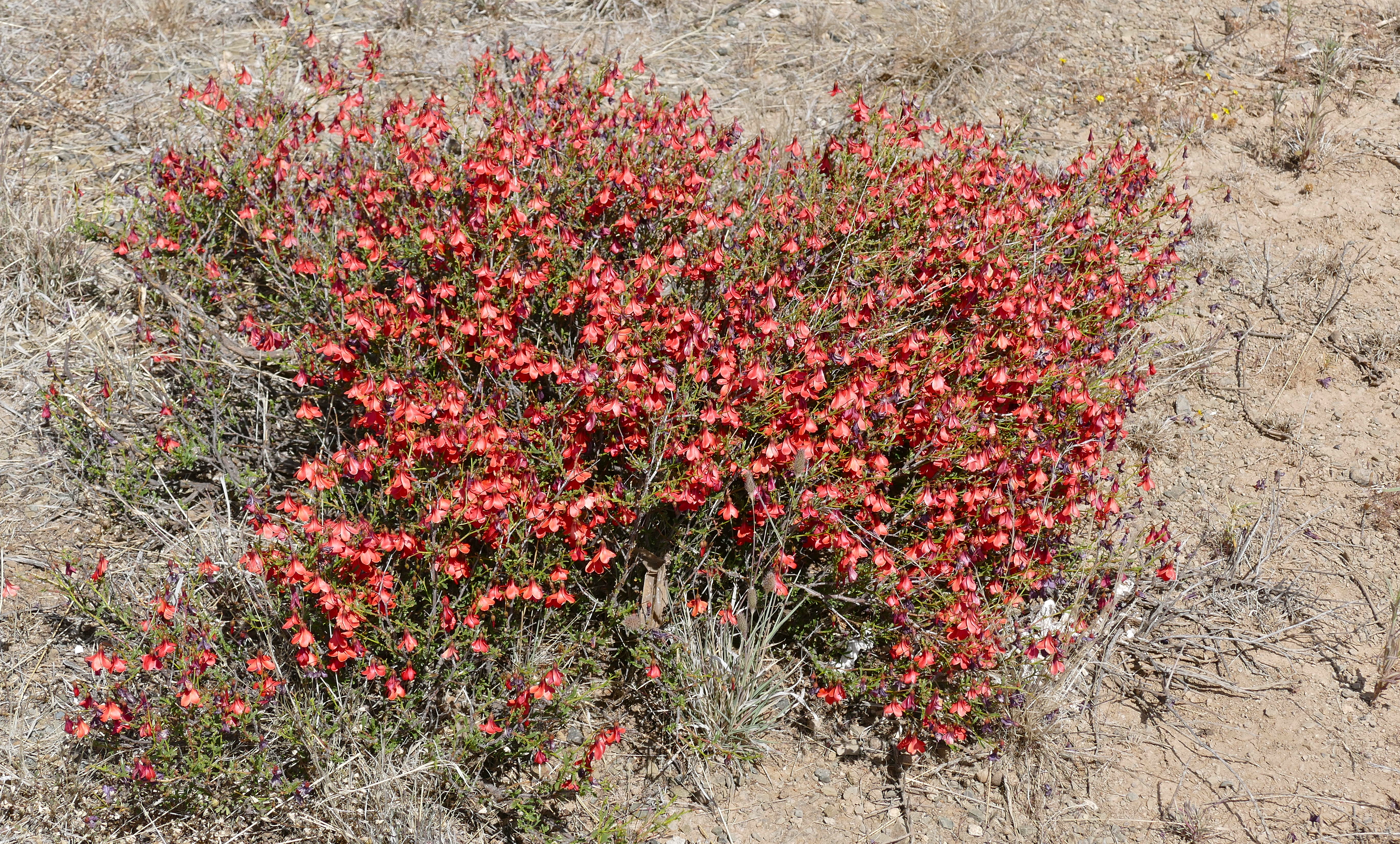
Hermannia grandifora

Należy tu ok. 26 rodzajów z 650 gatunkami występującymi w strefie międzyzwrotnikowej, a szczególnie w Ameryce Południowej.
Plemię Byttnerieae
- Abroma Jacq.
- Ayenia L.
- Byttneria Loefl.
- Kleinhovia L.
- Leptonychia Turcz.
- Maxwellia Baill.
- Megatritheca Cristóbal
- Rayleya Cristóbal
- Scaphopetalum Mast.

Plemię Lasiopetaleae
- Commersonia J. R. Forst. & G. Forst.

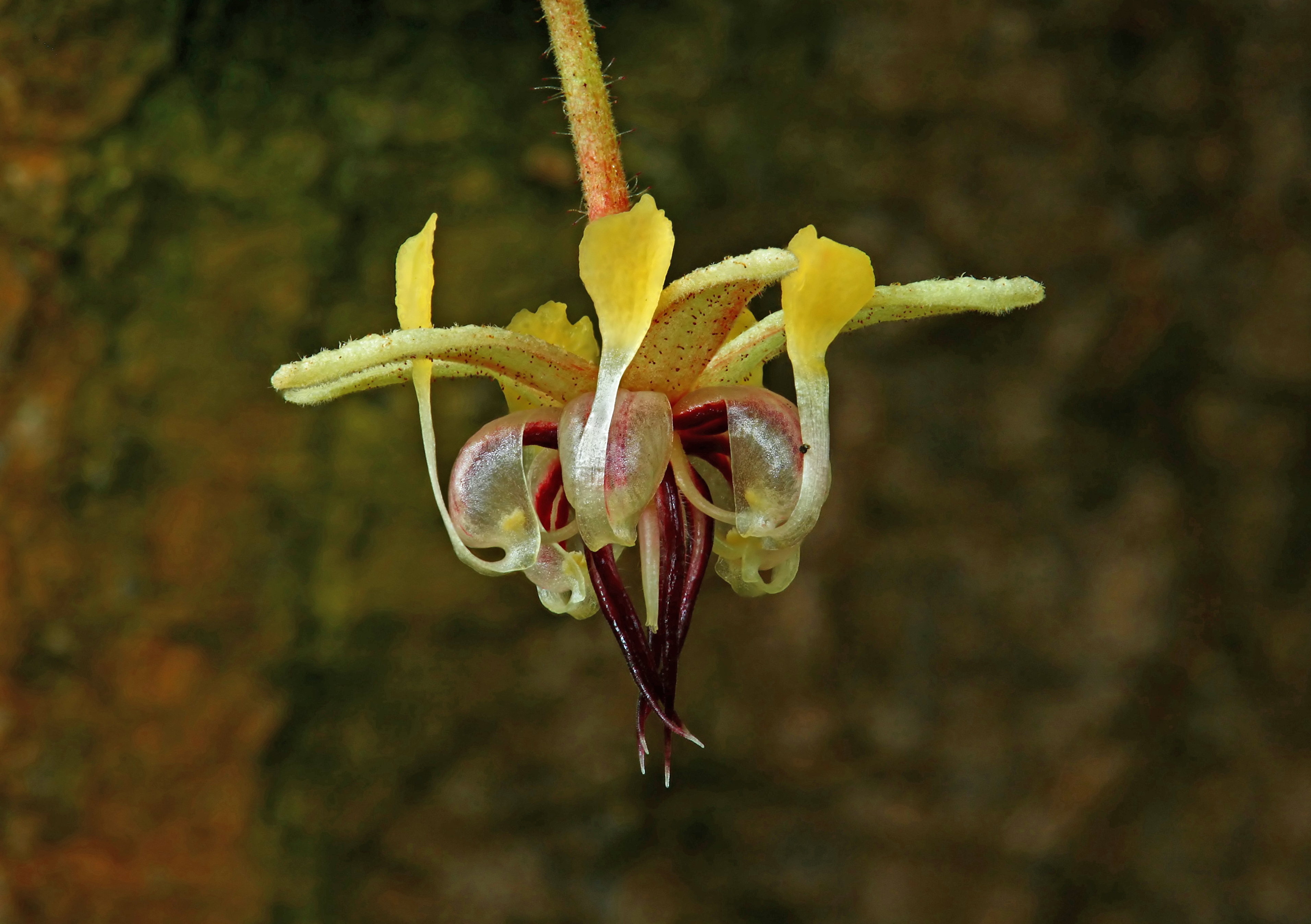
Kwiat kakaowca właściwego

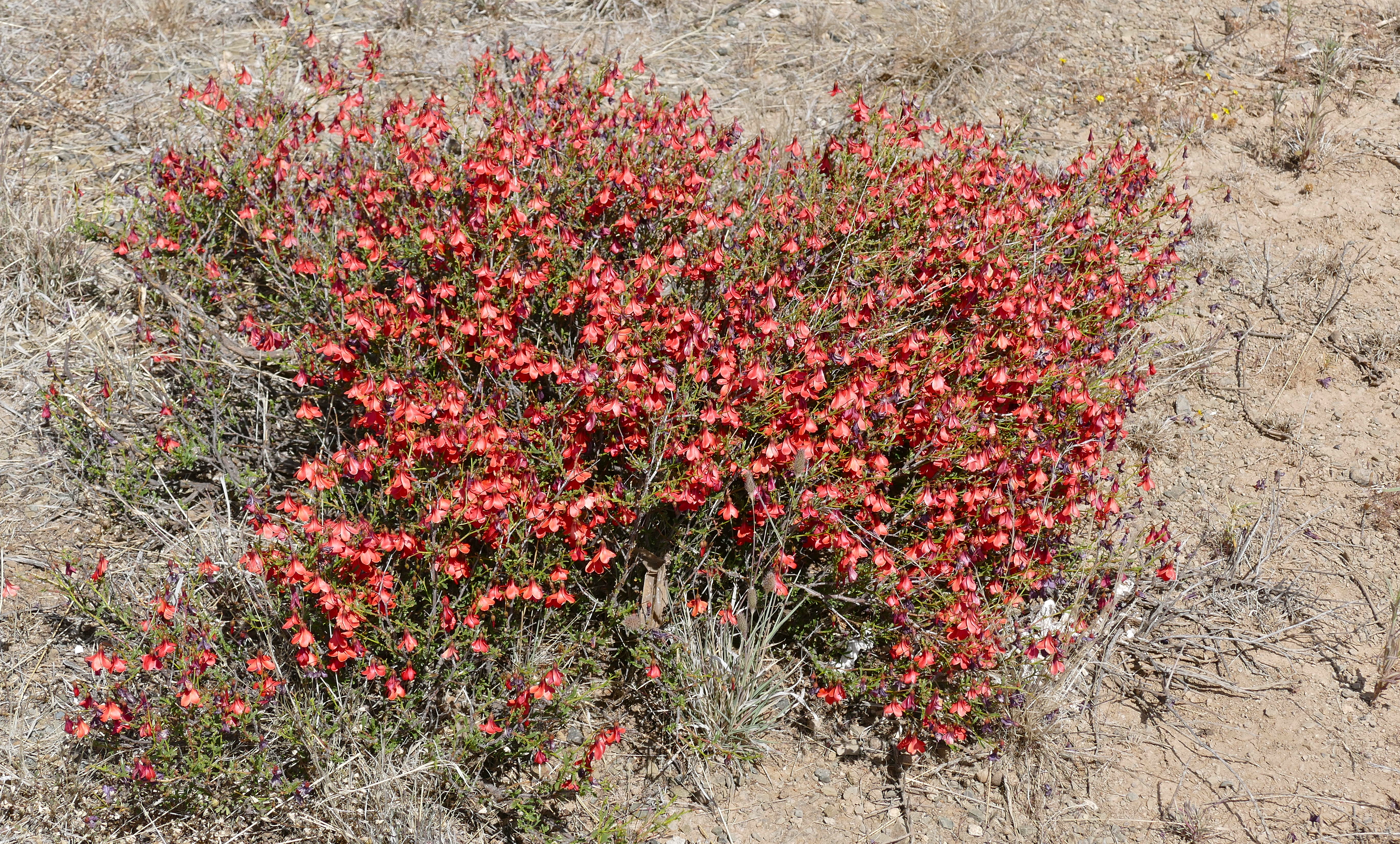
Hermannia stricta

- Guichenotia J. Gay
- Hannafordia F. Muell.
- Keraudrenia J. Gay
- Lasiopetalum Sm.
- Lysiosepalum F. Muell.
- Rulingia R. Br.
- Seringia J. Gay
- Thomasia J. Gay

Plemię Hermannieae
- Dicarpidium F. Muell.
- Gilesia F. Muell.
- Hermannia L.
- Melochia L.
- Waltheria L.

Plemię Theobromateae
- Glossostemon Desf.
- Guazuma Mill.
- Herrania Goudot
- Theobroma L. – kakaowiec

Podrodzina Brownlowioideae Burret
Należy tu 8–9 rodzajów z 68 gatunkami. Takson opisywany także w randze odrębnej rodziny Berryaceae Doweld lub Brownlowiaceae Cheek.
- Berrya Roxb.
- Brownlowia Roxb.
- Christiana DC.
- Diplodiscus Turcz.
- Hainania Merr.
- Indagator Halford
- Jarandersonia Kosterm.
- Pentace Hassk.
- Pityranthe Thwaites

Podrodzina Dombeyoideae Beilschmied
Należy tu 20–21 rodzajów z 381 gatunkami. Takson wyróżniany czasem jako odrębna rodzina Dombeyaceae Desfontaines. Rośliny występują głównie w Afryce i południowej Azji, szczególnie licznie na Madagaskarze i Maskarenach.
- Astiria Lindl.
- Burretiodendron Rehder
- Cheirolaena Benth.
- Corchoropsis Siebold & Zucc.
- Dombeya Cav.
- Eriolaena DC.
- Harmsia K. Schum.
- Helmiopsiella Arènes
- Helmiopsis H. Perrier
- Melhania Forssk.
- Nesogordonia Baill.
- Paradombeya Stapf
- Paramelhania Arènes
- Pentapetes L.
- Pterospermum Schreb.
- Ruizia Cav.
- Schoutenia Korth.
- Sicrea (Pierre) Hallier f.
- Trochetia DC.
- Trochetiopsis Marais

Podrodzina Helicteroideae Meisner
Należy tu 12 rodzajów z 95 gatunkami. Takson opisywany był jako odrębna rodzina Durionaceae Cheek, Helicteraceae J. Agardh i Triplochitonaceae Schumann. Zaliczane tu rośliny występują w tropikach, zwłaszcza w Azji południowo-wschodniej.
- Boschia Korth.
- Coelostegia Benth.
- Cullenia Wight
- Durio Adans. – durian
- Helicteres L.
- Kostermansia Soegeng
- Mansonia J. R. Drumm. ex Prain
- Neesia Blume
- Neoregnellia Urb.
- Reevesia Lindl.
- Triplochiton K. Schum.
- Ungeria Schott & Endl.

Podrodzina Sterculioideae Burnett
Należy tu 12 rodzajów z 430 gatunkami. Takson opisywany był jako odrębna rodzina Sterculiaceae Salisbury. Zaliczane tu rośliny występują w strefie międzyzwrotnikowej.
- Acropogon Schltr.
- Brachychiton Schott & Endl.
- Cola Schott & Endl. – kola
- Firmiana Marsili
- Franciscodendron B. Hyland & Steenis
- Heritiera Aiton
- Hildegardia Schott & Endl.
- Octolobus Welw.
- Pterocymbium R. Br.
- Pterygota Schott & Endl.
- Scaphium Schott & Endl.
- Sterculia L.

Podrodzina Tilioideae Arnott – lipowe

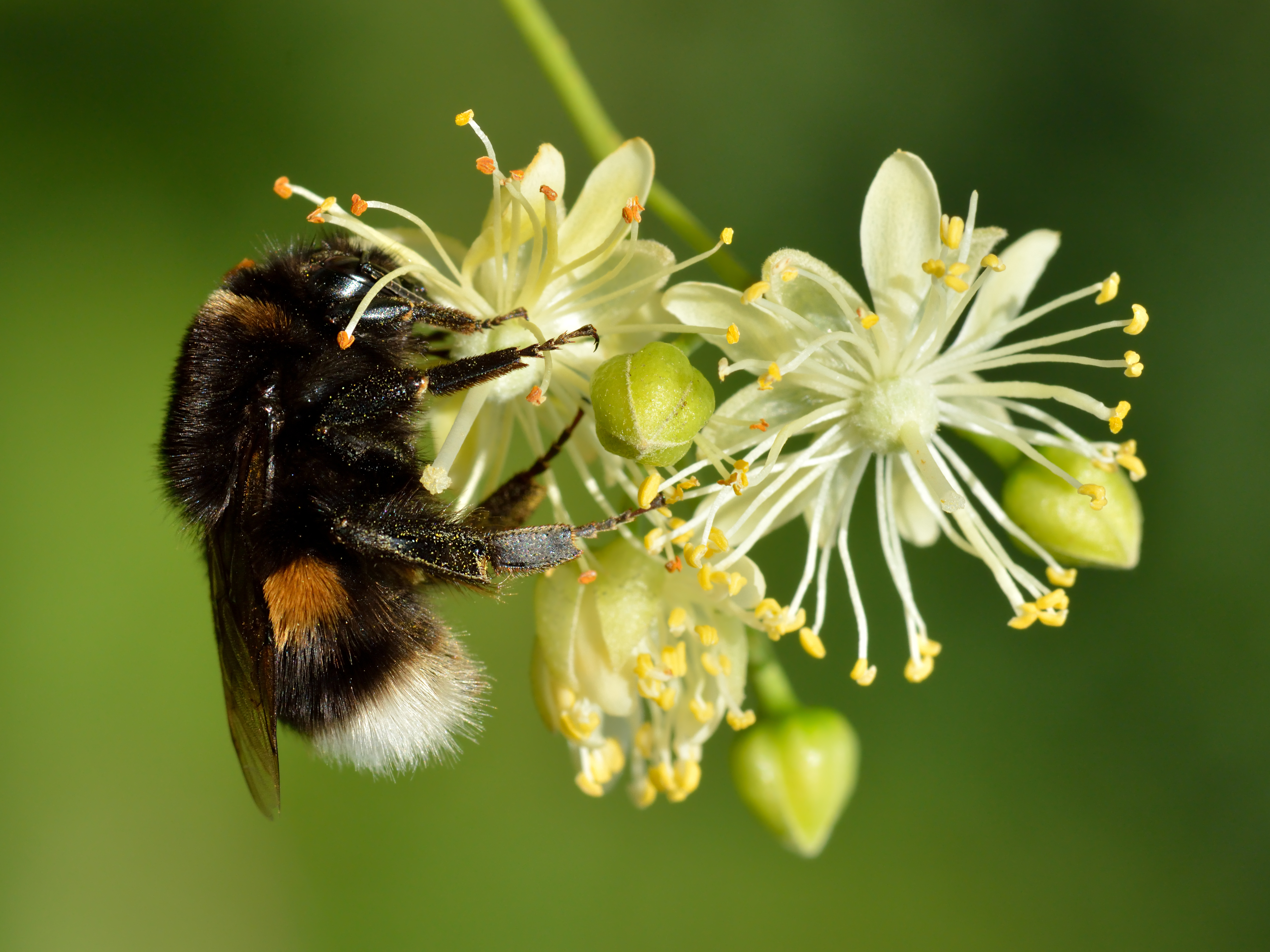
Kwiaty lipy drobnolistnej zapylane przez trzmiela ziemnego

Należą tu 3 rodzaje z 50 gatunkami. Takson opisywany był jako odrębna rodzina Tiliaceae Jussieu.
- Craigia W. W. Sm. & W. E. Evans
- Mortoniodendron Standl. & Steyerm.
- Tilia L. – lipa

Podrodzina Malvoideae Burnett – ślazowe
Podrodzina obejmująca 78 rodzajów z 1670 gatunkami. Opisywana w niektórych systemach jako rodzina ślazowatych Malvaceae sensu stricto (np. w systemie Reveala).
Plemię Gossypieae
- Alyogyne Alef.
- Cephalohibiscus Ulbr.
- Cienfuegosia Cav.

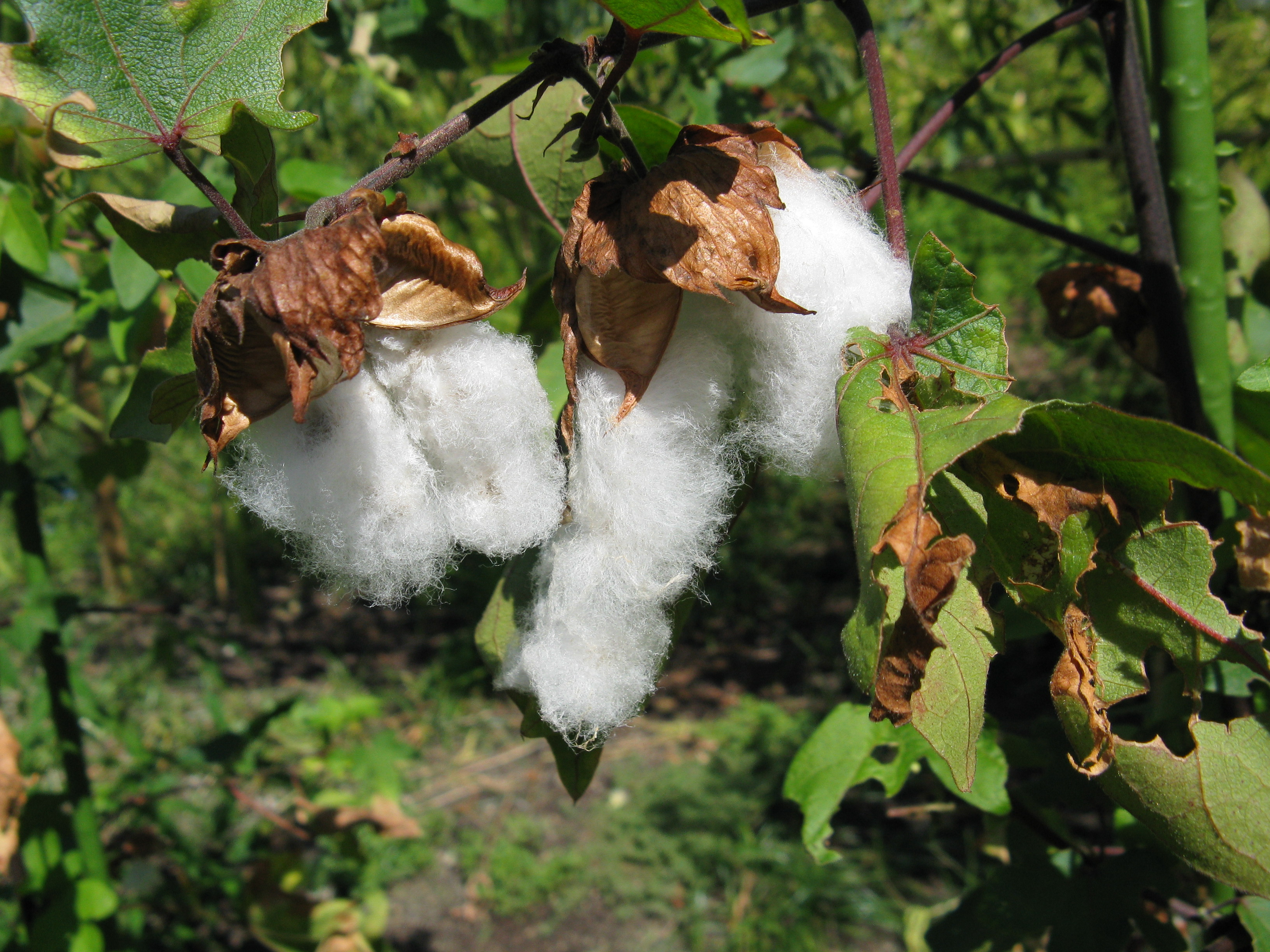
Owoce bawełny Gossypium arboreum

- Gossypioides Skovst. ex J. B. Hutch.
- Gossypium L. – bawełna
- Hampea Schltdl.
- Kokia Lewton
- Lebronnecia Fosberg
- Thespesia Sol. ex Corrêa – topolipka

Plemię Hibisceae
- Abelmoschus Medik. – piżmian
- Anotea (DC.) Kunth
- Cenocentrum Gagnep.
- Decaschistia Wight & Arn.
- Fioria Mattei
- Helicteropsis Hochr.
- Hibiscadelphus Rock
- Hibiscus L. – ketmia
- Humbertianthus Hochr.
- Humbertiella Hochr.
- Kosteletzkya C. Presl
- Macrostelia Hochr.
- Malachra L.
- Malvaviscus Fabr.
- Megistostegium Hochr.
- Papuodendron C. T. White
- Pavonia Cav.
- Peltaea (C. Presl) Standl.
- Perrierophytum Hochr.
- Phragmocarpidium Krapov.
- Radyera Bullock
- Rojasimalva Fryxell
- Senra Cav.
- Symphyochlamys Gürke
- Talipariti Fryxell
- Urena L.
- Wercklea Pittier & Standl.

Plemię Kydieae
- Dicellostyles Benth.
- Julostylis Thwaites
- Kydia Roxb.
- Nayariophyton T. K. Paul

Plemię Malveae
- Abutilon Mill. – zaślaz
- Acaulimalva Krapov.
- Akrosida Fryxell & Fuertes
- Alcea L. – malwa

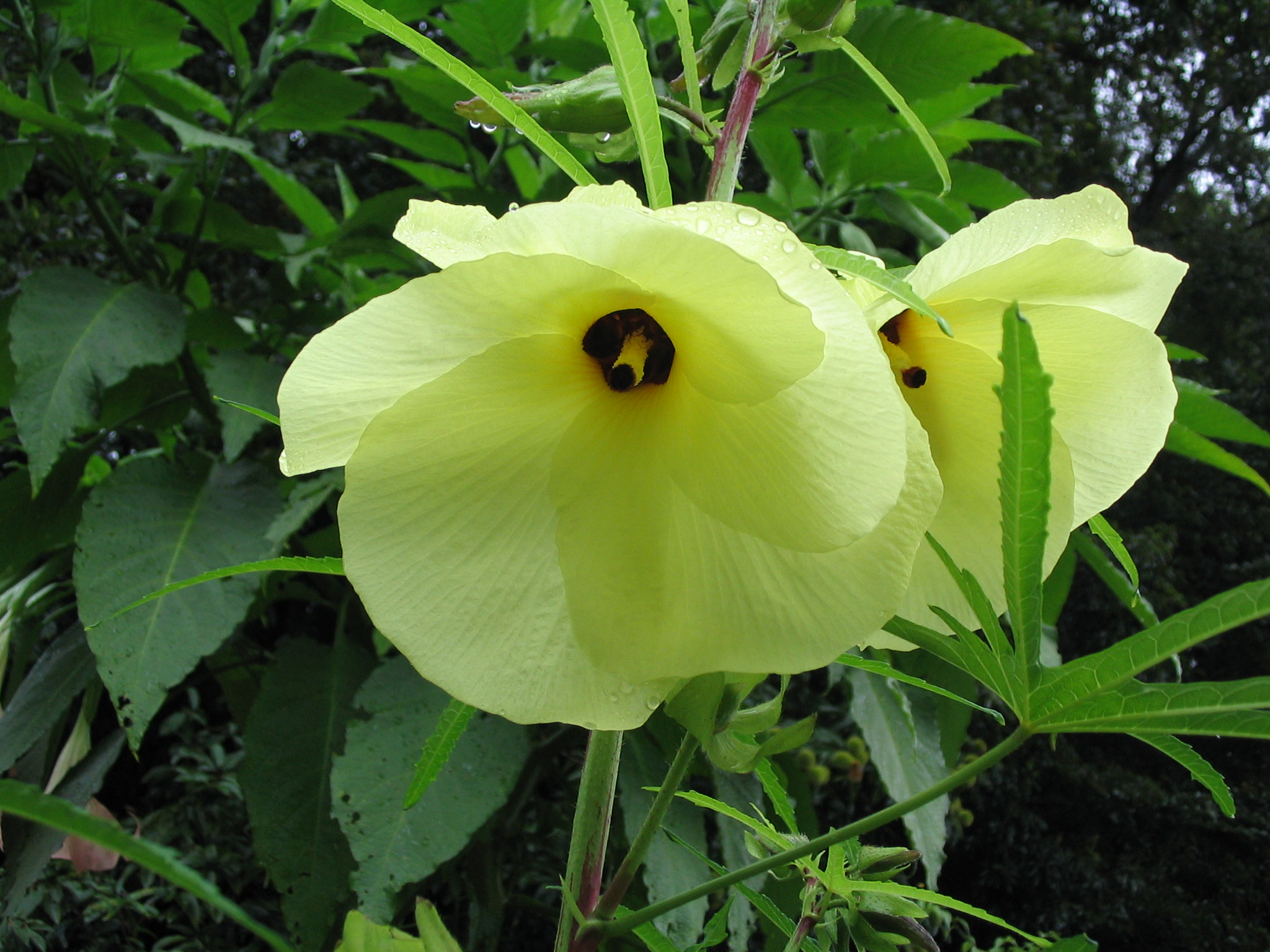
Abelmoschus manihot

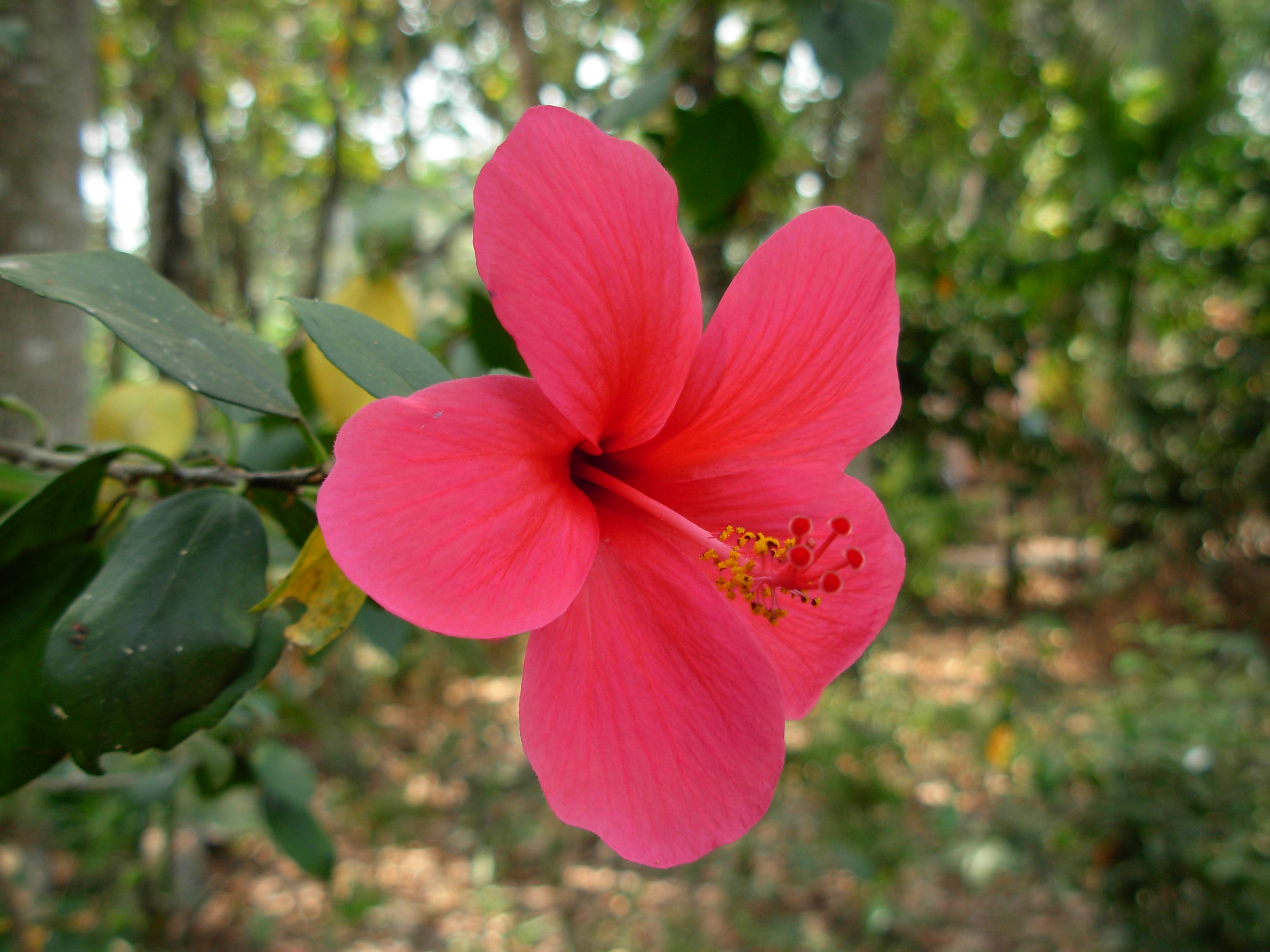
Hibiscus liliiflorus

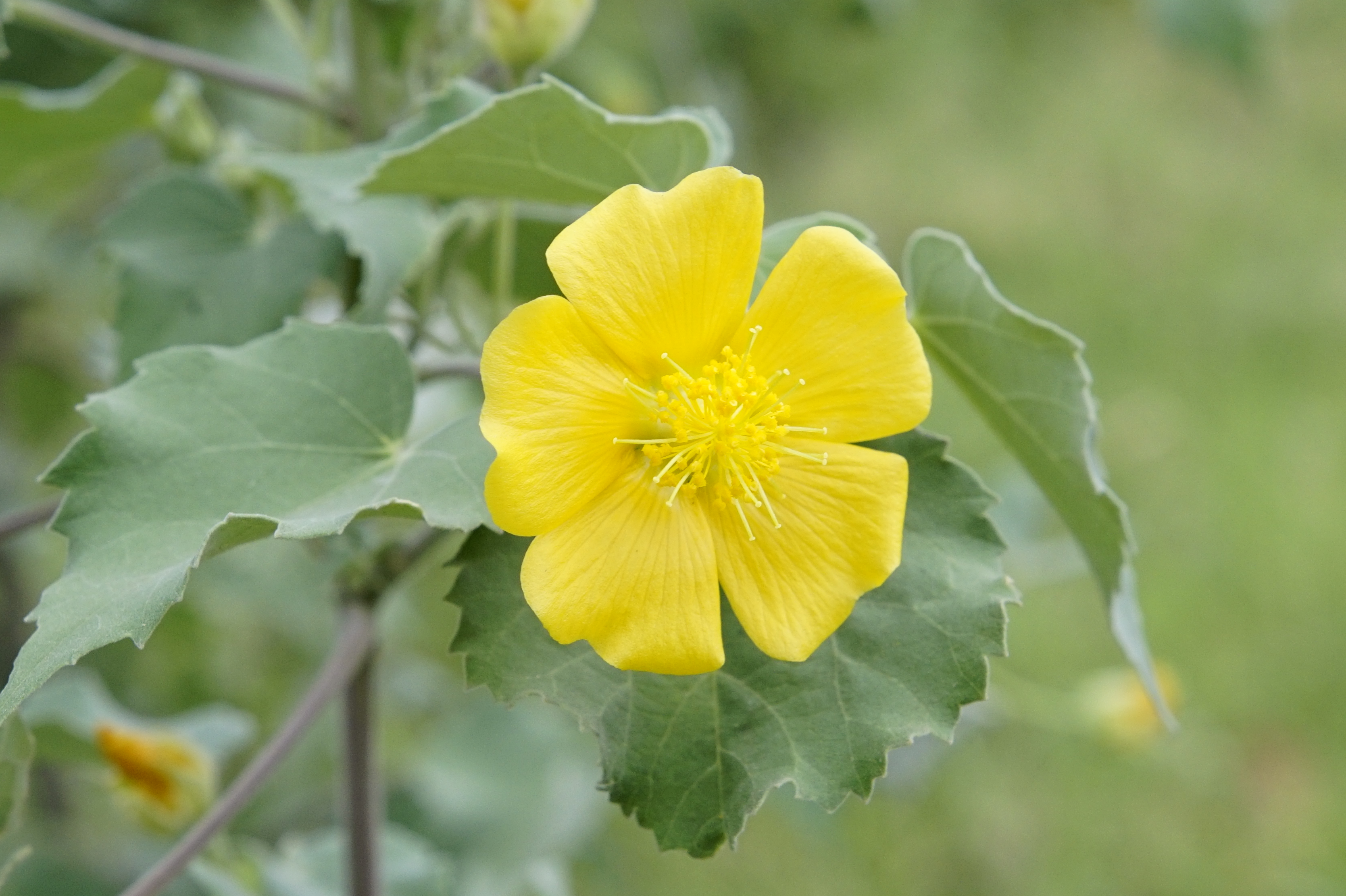
Abutilon indicum

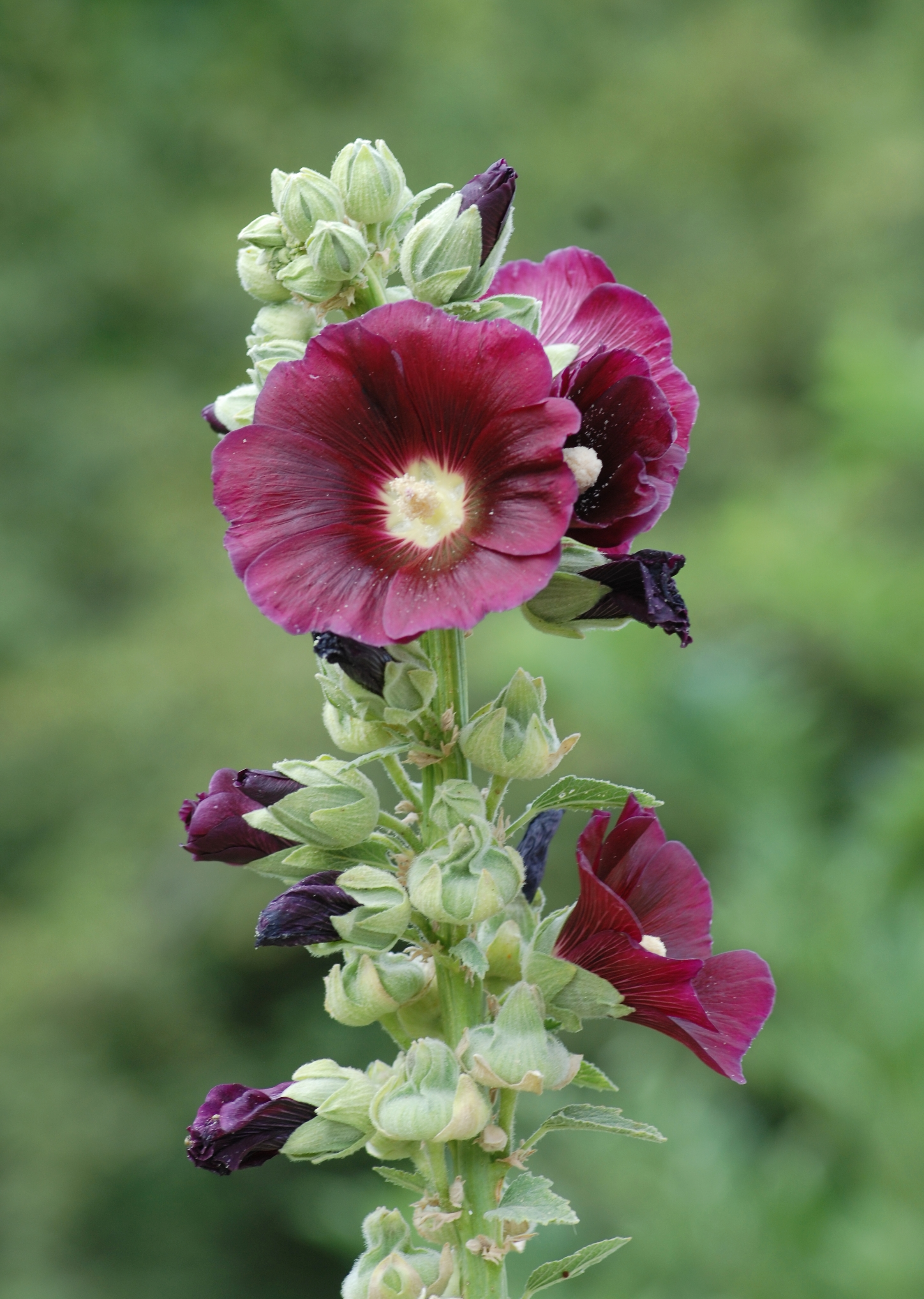
Alcea rosea

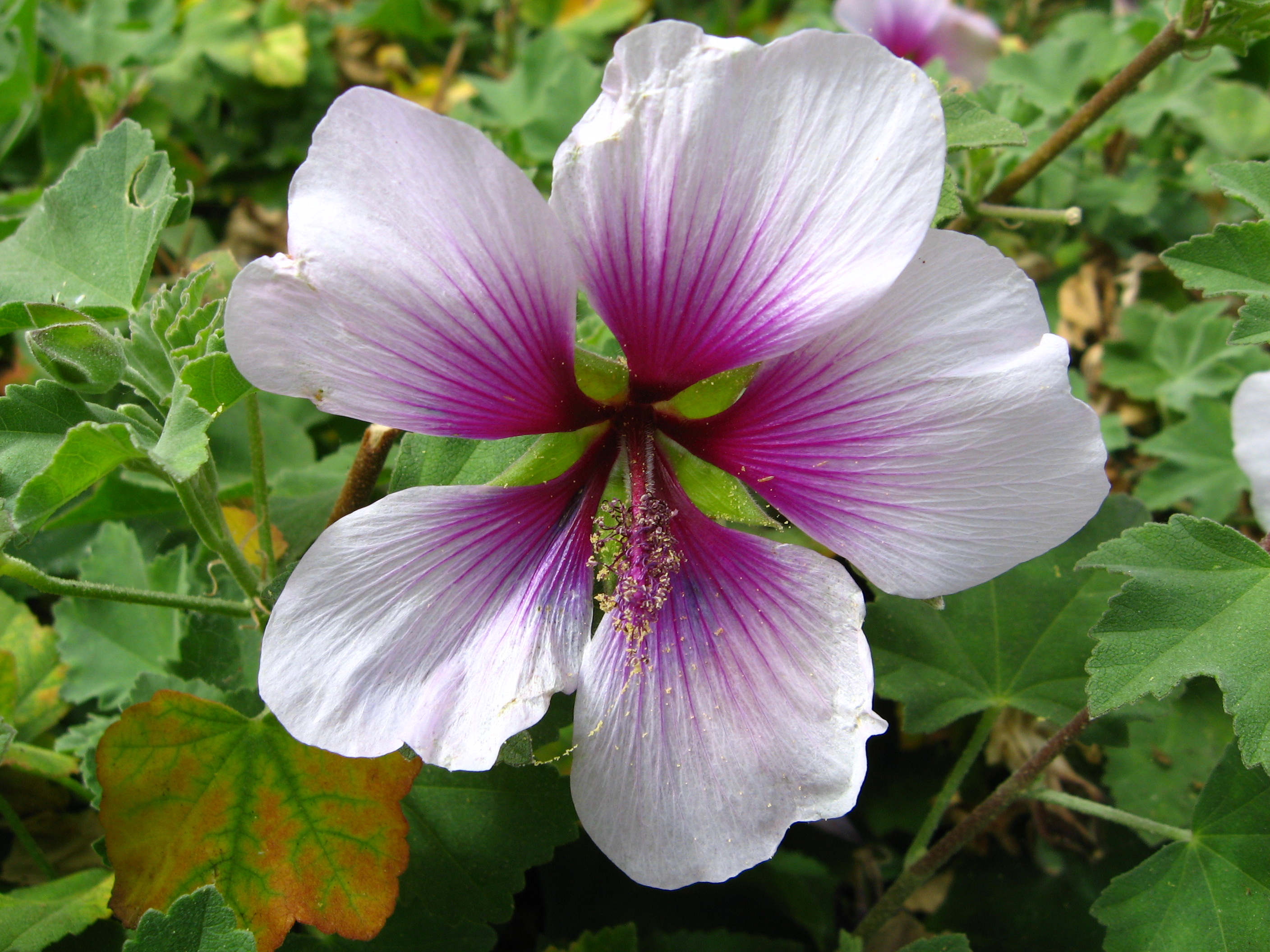
Malva subovata

- Allosidastrum (Hochr.) Krapov. et al.
- Allowissadula D. M. Bates
- Althaea L. – prawoślaz
- Anisodontea C. Presl
- Anoda Cav. – anoda
- Asterotrichion Klotzsch
- Bakeridesia Hochr.
- Bastardia Kunth
- Bastardiastrum (Rose) D. M. Bates
- Bastardiopsis (K. Schum.) Hassl.
- Batesimalva Fryxell
- Billieturnera Fryxell
- Briquetia Hochr.
- Callirhoe Nutt.
- Calyculogygas Krapov.
- Calyptraemalva Krapov.
- Corynabutilon (K. Schum.) Kearney
- Cristaria Cav.
- Dendrosida Fryxell
- Dirhamphis Krapov.
- Eremalche Greene
- Fryxellia D. M. Bates
- Fuertesimalva Fryxell
- Gaya Kunth
- Gynatrix Alef.
- Herissantia Medik.
- Hochreutinera Krapov.
- Hoheria A. Cunn.
- Horsfordia A. Gray
- Iliamna Greene
- Kearnemalvastrum D. M. Bates
- Kitaibela Willd. – kitajbela
- Krapovickasia Fryxell
- Lavatera L. – ślazówka
- Lawrencia Hook.
- Lecanophora Speg.
- Malacothamnus Greene
- Malope L. – ślęzawa
- Malva L. – ślaz
- Malvastrum A. Gray – malwoślaz
- Malvella Jaub. & Spach
- Meximalva Fryxell
- Modiola Moench
- Modiolastrum K. Schum.
- Monteiroa Krapov.
- Napaea L.
- Neobaclea Hochr.
- Neobrittonia Hochr.
- Nototriche Turcz.
- Palaua Cav.
- Periptera DC.
- Phymosia Desv. ex Ham.
- Plagianthus J. R. Forst. & G. Forst.
- Pseudabutilon R. E. Fr.
- Rhynchosida Fryxell
- Robinsonella Rose & Baker f.
- Sida L. – ślazowiec
- Sidalcea A. Gray – ślazownik
- Sidasodes Fryxell & Fuertes
- Sidastrum Baker f.
- Sphaeralcea A. St.-Hil. – sferomalwa
- Tarasa Phil.
- Tetrasida Ulbr.
- Wissadula Medik.

Podrodzina Bombacoideae Burnett – wełniakowe
Podrodzina obejmująca 90 gatunków grupowanych w 16 do 28 rodzajów (w zależności od ujęcia systematycznego). Opisywana w niektórych systemach jako rodzina wełniakowatych  Bombacaceae Kunth.
- Adansonia L. – baobab
- Aguiaria Ducke
- Bernoullia Oliv.
- Bombax L. – wełniak
- Camptostemon Mast.
- Catostemma Benth.
- Cavanillesia Ruiz & Pav.
- Ceiba Mill. – puchowiec
- Chiranthodendron Larreat.
- Eriotheca Schott & Endl.
- Fremontodendron Coville
- Gyranthera Pittier
- Huberodendron Ducke
- Lagunaria (DC.) Rchb.
- Matisia Humb. & Bonpl.
- Neobuchia Urb.
- Ochroma Sw. – ogorzałka
- Pachira Aubl.
- Patinoa Cuatrec.

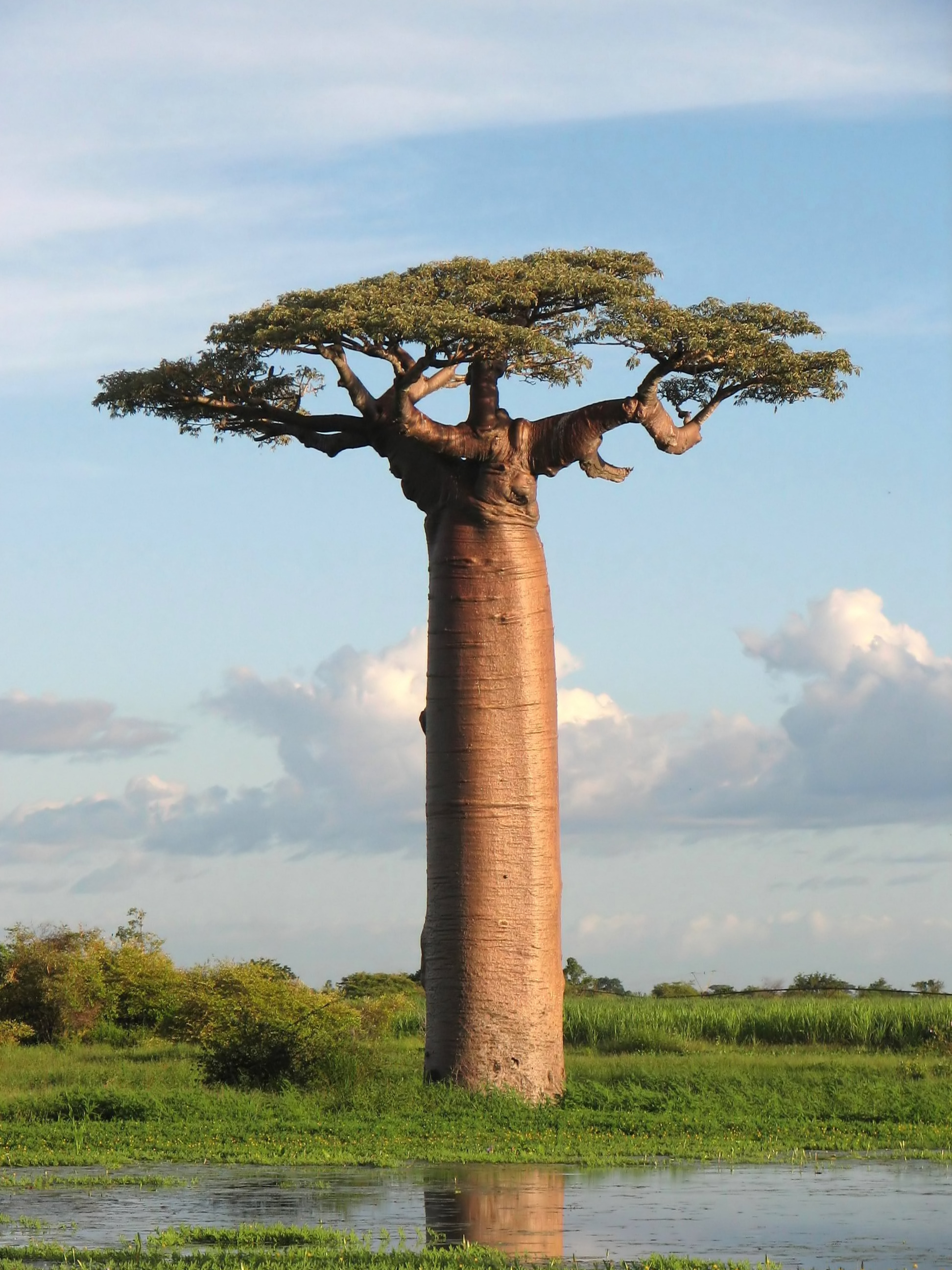
Adansonia grandidieri

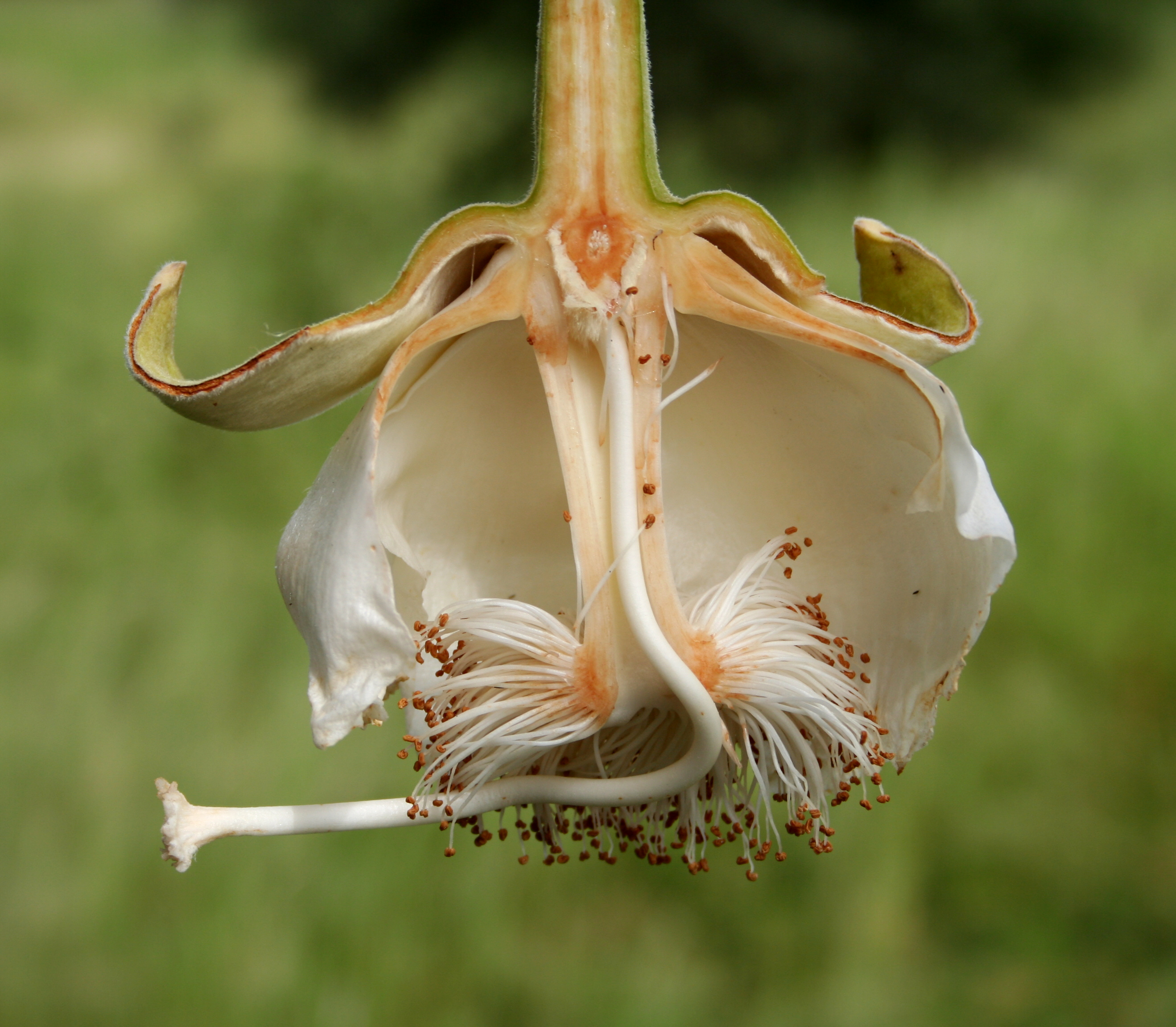
Przekrój przez kwiat baobabu afrykańskiego

- Pentaplaris L. O. Williams & Standl.
- Phragmotheca Cuatrec.
- Pseudobombax Dugand
- Quararibea Aubl.
- Rhodognaphalon (Ulbr.) Roberty
- Scleronema Benth.
- Septotheca Ulbr.
- Spirotheca Ulbr.
- Uladendron Marc.-Berti

Pozycja w systemie Reveala (1993–1999)
Gromada okrytonasienne (Magnoliophyta Cronquist), podgromada Magnoliophytina Frohne & U. Jensen ex Reveal, klasa Rosopsida Batsch, podklasa ukęślowe (Dilleniidae Takht. ex Reveal & Tahkt.), nadrząd Malvanae Takht., rząd ślazowce (Malvales Dumort.), podrząd Malvineae Rchb., rodzina ślazowate (Malvaceae Juss.).
Rodzina ślazowatych według Reveala jest wąsko wydzielona i odpowiada podrodzinie Malvoideae według ujęcia Angiosperm Phylogeny Website.